# Ugo Colombo
Ugo Colombo (San Giorgio su Legnano, 22 febbraio 1940 – Pontremoli, 10 ottobre 2019) è stato un ciclista su strada italiano.
Professionista dal 1964 al 1974, conta la vittoria di tre tappe al Giro d'Italia.

## Carriera
Gregario di Franco Bitossi, in carriera ottenne ottimi risultati al Giro d'Italia, competizione nella quale vinse tre tappe, dove ottenne un quinto posto in classifica generale nel 1969 ed un terzo nel 1971. Oltre ad aver vinto tappe al Tour de Suisse, Tour de Romandie e Volta Ciclista a Catalunya, si impose anche in due edizioni consecutive della Coppa Placci (1970 e 1971). Partecipò tre volte consecutivamente al Tour de France, nel 1966, nel 1967 e nel 1968.
Rappresentò la Nazionale italiana nella prova in linea dei campionati del mondo di ciclismo su strada 1968 di Imola e fu due volte riserva (nel 1970 e nel 1973). 

## Palmarès
- 1968 (Filotex, due vittorie)

Gran Premio Tarquinia
Gran Premio Montelupo
- 1969 (Filotex, due vittorie)

1ª tappa Tour de Romandie (Ginevra > Ovronnaz)
12ª tappa Giro d'Italia (Scanno > Silvi Marina)
- 1970 (Filotex, due vittorie)

Coppa Placci
2ª tappa Volta Ciclista a Catalunya (Tarragona > Tortosa)
- 1971 (Filotex, due vittorie)

6ª tappa Tour de Suisse (Ambrì > Villars-sur-Ollon)
Coppa Placci
- 1972 (Filotex, una vittoria)

3ª tappa Giro d'Italia (Porto San Giorgio > Francavilla al Mare)
- 1974 (Filotex, una vittoria)

7ª tappa Giro d'Italia (Foggia > Chieti)

### Altri successi
- 1968 (Filotex)

Classifica generale Trofeo Cougnet

## Piazzamenti

### Grandi giri
- Giro d'Italia

1964: 39º
1965: 23º
1966: 18º
1967: ritirato
1968: 33º
1969: 5º
1970: 17º
1971: 3º
1972: 23º
1973: ritirato
1974: 39º
- Tour de France

1966: 44º
1967: 34º
1968: 10º

### Classiche monumento
- Milano-Sanremo

1964: 21º
1965: 71º
1967: 93º
1968: 79º
1970: 92º
1972: 59º
1973: 72º

### Competizioni mondiali
- Campionati del mondo

Imola 1968 - In linea: ritirato